# Steve Daskewisz
Steve Dash, apodado Steve Daskewisz (Ciudad de Nueva York, 4 de marzo de 1944- Florida del Sur, 18 de diciembre de 2018), fue un actor y doble de cine.

## Biografía
Steve Daskawisz era el hombre detrás de la máscara de Jason Voorhees en la segunda entrega de la secuela de Viernes 13. Daskewisz filmó todas las escenas a excepción de una, en la cual Jason Voorhees aparece sin máscara (esta escena la interpretó Warrington Gillette).
Durante los años 1980 estuvo en actividad dentro de la industria del cine interpretando papeles menores y escenas peligrosas. Durante los últimos años de su vida fue supervisor de una empresa de taxis en Long Island.